# Andrew Copp
Andrew „Andy“ Copp (* 8. července 1994 Ann Arbor) je profesionální americký hokejový útočník momentálně hrající v týmu Detroit Red Wings v severoamerické lize NHL. V roce 2013 byl draftován týmem Winnipeg Jets ve 4. kole jako 104. celkově.

## Klubové statistiky
| Sezóna      | Klub              | Soutěž      |     | Základní část | Základní část | Základní část | Základní část | Základní část |   | Play off | Play off | Play off | Play off | Play off |
| Sezóna      | Klub              | Soutěž      | Z   | G             | A             | B             | TM            | Z             | G | A        | B        | TM       |          |          |
| 2014/15     | Winnipeg Jets     | NHL         | 1   | 0             | 1             | 1             | 0             | —             | — | —        | —        | —        |          |          |
| 2015/16     | Winnipeg Jets     | NHL         | 77  | 7             | 6             | 13            | 6             | —             | — | —        | —        | —        |          |          |
| 2016/17     | Manitoba Moose    | AHL         | 8   | 0             | 5             | 5             | 4             | —             | — | —        | —        | —        |          |          |
| 2016/17     | Winnipeg Jets     | NHL         | 64  | 9             | 8             | 17            | 18            | —             | — | —        | —        | —        |          |          |
| 2017/18     | Winnipeg Jets     | NHL         | 82  | 9             | 19            | 28            | 14            | 16            | 1 | 2        | 3        | 4        |          |          |
| 2018/19     | Winnipeg Jets     | NHL         | 69  | 11            | 14            | 25            | 6             | 6             | 0 | 5        | 5        | 2        |          |          |
| 2019/20     | Winnipeg Jets     | NHL         | 63  | 10            | 16            | 26            | 10            | 4             | 2 | 0        | 2        | 4        |          |          |
| 2020/21     | Winnipeg Jets     | NHL         | 55  | 15            | 24            | 39            | 20            | 8             | 0 | 2        | 2        | 4        |          |          |
| 2021/22     | Winnipeg Jets     | NHL         | 56  | 13            | 22            | 35            | 8             | —             | — | —        | —        | —        |          |          |
| 2021/22     | New York Rangers  | NHL         | 16  | 8             | 10            | 18            | 8             | 20            | 6 | 8        | 14       | 2        |          |          |
| 2022/23     | Detroit Red Wings | NHL         | 82  | 9             | 33            | 42            | 25            | —             | — | —        | —        | —        |          |          |
| 2023/24     | Detroit Red Wings | NHL         | 79  | 13            | 20            | 33            | 26            | —             | — | —        | —        | —        |          |          |
| NHL celkově | NHL celkově       | NHL celkově | 644 | 104           | 173           | 277           | 141           | 54            | 9 | 17       | 26       | 16       |          |          |